# Premium Outlets Punta Norte
Premium Outlets Punta Norte es un centro comercial, ubicado en la ciudad de Cuautitlán Izcalli, en Estado de México. 

## Historia
Fue inaugurado el 9 de diciembre de 2004, bajo la dirección de Simon Property Group, una empresa estadounidense de bienes raíces comerciales. Su objetivo principal fue el aumentar ingresos a la economía del municipio de Izcalli. Al igual que otras tiendas derivadas de la misma compañía, su zona comercial concentra algunas de las marcas de ropa, calzado y comida de mayor renombre, y se distingue por sus instalaciones de arquitectura residencial. Gracias a lo anterior, tiene una estima de visitantes mensual calculada a las 950,000 personas, y cuenta con una tienda ancla, Outlet Palacio de Hierro.
De 2010 a 2014, sufrió de una expansión por su afluencia de visitantes.
El 18 de noviembre de 2024, se registró un incendio dentro de una tienda deportiva del sitio que se extendió a otros locales; no obstante, el siniestro logró ser controlado y no se reportaron heridos.